# Riu de l'Estany Serull
El riu de l'Estany Serull és un barranc del Pallars Sobirà, que neix al vessant nord de la Cresta de Fonguera i desemboca al riu Escrita.